# 고광만
고광만(高光萬, 일본식 이름: 高峰啓光, 1904년 11월 28일 ~ 1994년 2월 9일)은 대한민국의 교육인이다. 제14대 문교부 장관, 부산대학교 총장을 지냈다.

## 생애
전라북도 익산군 출신으로 전주고등보통학교와 히로시마 고등사범학교 영문과를 졸업했다.
귀국 후 일제강점기 동안 해주고등보통학교 등 고등보통학교 교사로 18년간 근무했다. 조선총독부 학무국 시학관과 충주고등학교의 전신인 충주공립중학교 교장을 지내기도 했다.
미군정 하에서 충청북도 학무국장에 취임하였고, 서울대학교 사범대학 학장을 거쳐서 제1공화국 문교부차관과 제3공화국 문교부장관에 차례로 임명되었다. 문교부장관을 맡았던 시기는 학원가의 한일회담 반대 시위가 격렬할 때였다. 고광만은 학생들에게 학원으로 돌아가라는 호소를 하고 총장 인사를 시위 압박의 도구로 사용하는 등 정부 측 입장을 대변했다.
2008년 민족문제연구소가 친일인명사전에 수록하기 위해 정리해 발표한 친일인명사전 수록예정자 명단 중 교육/학술 부문에 선정되었다.

## 학력
- 함라공립보통학교 졸업
- 전주고등보통학교 졸업
- 히로시마 고등사범학교 졸업

## 약력
- 조선총독부 학무국 시학관
- 충주공립중학교 교장
- 1945년 : 충청북도 학무국장
- 1950년 : 서울대학교 사범대학 학장
- 1952년 ~ 1953년 : 미국 국무부 초청 교환교수
- 1956년 ~ 1957년 : 문교부차관
- 1960년 ~ 1963년 : 한미국교육위원단 초대 사무총장[2]
- 1963년 ~ 1964년 : 문교부장관
- 1965년 : 민주공화당 전북도당 위원장
- 1967년 : 민주공화당 중앙위원
- 1968년 : 부산대학교 총장

## 참고 자료
- 고광만(高光萬) - 국사편찬위원회
- 고광만 -  한국행정연구원

| 전임 김호직 | 제7대 문교부 차관 1956년 6월 19일 ~ 1957년 12월 2일 | 후임 김선기 |

| 전임 이종우 | 제14대 문교부 장관 1963년 12월 17일 ~ 1964년 5월 10일 | 후임 윤천주 |